# Javořice
Javořice är en kulle i Tjeckien.   Den ligger i regionen Vysočina, i den centrala delen av landet, 120 km sydost om huvudstaden Prag. Toppen på Javořice är 837 meter över havet.
Terrängen runt Javořice är huvudsakligen lite kuperad. Javořice är den högsta punkten i trakten. Runt Javořice är det ganska glesbefolkat, med 27 invånare per kvadratkilometer. Närmaste större samhälle är Telč, 9,3 km sydost om Javořice. I omgivningarna runt Javořice växer i huvudsak blandskog.